# Валаамский музей-заповедник
Валаа́мский музе́й-запове́дник — первоначально государственный музей, впоследствии некоммерческая организация, расположенная на островах Валаамского архипелага, учреждённая для сохранения архитектурно-ландшафтного комплекса островов, а также для хранения и экспозиции коллекции произведений живописи, графики, декоративно-прикладного искусства, материалов по истории Валаамского Спасо-Преображенского мужского монастыря.

## История
На островах Валаамского архипелага располагается Спасо-Преображенский мужской монастырь, один из значительных центров православия на севере России. Период расцвета монастыря пришёлся на середину XIX — начало XX вв., когда монастырь располагал развитым хозяйством, мастерскими, фермой, садами, питомником древесных культур, судоходными каналами, соединяющими систему озёр, и др. В 1917 году Финляндия обрела независимость и Валаамские острова оказались в её составе. В период советско-финляндской войны 1939—1940 гг. валаамские монахи эвакуировались в глубь Финляндии и неподалёку от Хейнявеси основали Ново-Валаамский монастырь. В новый монастырь и музей церковного искусства в г. Куопио попала значительная часть библиотеки, архивов, колокола, иконы и другие ценности, вывезенные из Валаамского монастыря.
В 1979 году на островах Валаама, уже имеющих к тому моменту статус природного заказника, для сохранения архитектурно-ландшафтного комплекса Валаамского Спасо-Преображенского монастыря постановлением Совета Министров РСФСР от 28.08.1979 г. № 437 был учреждён государственный музей-заповедник, филиал Карельского краеведческого музея. Было проведено зонирование территории архипелага с выделением зон строгой заповедности, рекреационной, хозяйственной, охраняемой акватории. Органично вписанные в живописный природный ландшафт сооружения Валаамского монастыря (Спасо-Преображенский собор, корпуса келий, гостиниц) и скитов, построенные в «русском стиле» (архитектор А. М. Горностаев и др.), получили статус объектов культурного наследия.
В 1984 году «Валаамский государственный историко-архитектурный и природный музей-заповедник» выходит из состава Карельского государственного краеведческого музея.
К моменту возобновления деятельности Спасо-Преображенского монастыря в 1989 году, в фондах музея-заповедника находилось около 13 тыс. единиц хранения, в том числе археологические находки, этнографические и природоведческие коллекции, собрание посвящённых Валааму произведений живописи и графики современных художников.
В 1992 году постановлением Совета Министров Карельской АССР музей-заповедник ликвидирован и создано товарищество с ограниченной ответственностью «Валаамский научно-исследовательский церковно-археологический и природный музей-заповедник», при этом часть фондовой коллекции была передана в созданный Региональный музей Северного Приладожья (г. Сортавала).
Несмотря на реорганизацию музея, в 1995 г. выходит Указ Президента РФ № 176, относящий уже несуществующий «Валаамский государственный историко-архитектурный и природный музей-заповедник» к объектам исторического и культурного наследия федерального (общероссийского) значения.
В 2002 году проводится новая реорганизация музея, организационно-правовая форма меняется с ТОО на ООО, учредителями новой организации стали Министерство культуры Республики Карелия и Московская патриархия.
В 2009 году постоянная экспозиция музея открывается во вновь построенном Свято-Владимирском скиту.
В 2013 году происходит очередная реорганизация валаамской музейной истории — создаётся ООО «Музей Валаамского монастыря». Его единственным учредителем является Спасо-Преображенский Валаамский Ставропигиальный мужской монастырь.
С 1996 года территория природно-культурного комплекса Валаамского архипелага являлась кандидатом на включение в список Всемирного наследия ЮНЕСКО, однако в 2016 году заявка была отозвана.

## Экспозиции
- Постоянная экспозиция находится в одном из интерьеров церковного здания Свято-Владимирского скита.
- В каретно-конюшенном сарае на пристани в Монастырской бухте открыта выставка, посвященная хозяйству и быту Валаамского монастыря.